# Ben Turpin
Ben Turpin (19 de septiembre de 1869 – 1 de julio de 1940) fue un actor cómico estadounidense, conocido por su trabajo en el cine mudo.

## Nacimiento
Su verdadero nombre era Bernhard Turpin o Bernard Turpin. Nació en Nueva Orleáns, Luisiana, siendo su padre un vendedor de caramelos. Su fecha de nacimiento aceptada es el 19 de septiembre de 1869, aunque se han usado otras fechas en diferentes momentos en el material publicitario de Hollywood. 

## Vodevil
Trabajó en el vodevil, en el género burlesco y en el circo. Turpin tenía una apariencia distintiva, con una constitución enjuta, un gran mostacho, y ojos bizcos. El famoso estrabismo de Turpin, decía, tuvo su origen en su juventud, a causa de un accidente. Turpin estaba convencido de que su bizquera era esencial para su carrera cómica; sus compañeros de trabajo recordaban que cuando él recibía algún golpe en la cabeza, se miraba en un espejo para comprobar que seguía siendo bizco. Turpin llegó a asegurar su bizquera en 25.000 dólares con la compañía de seguros Lloyd's of London (de todos modos era común en la época hacer afirmaciones publicitarias de esta índole relacionadas con las características de un intérprete). Desarrolló un vigoroso estilo de comedia física, incluyendo una gran habilidad para representar caídas cómicas que incluso impresionaban a sus compañeros de trabajo.

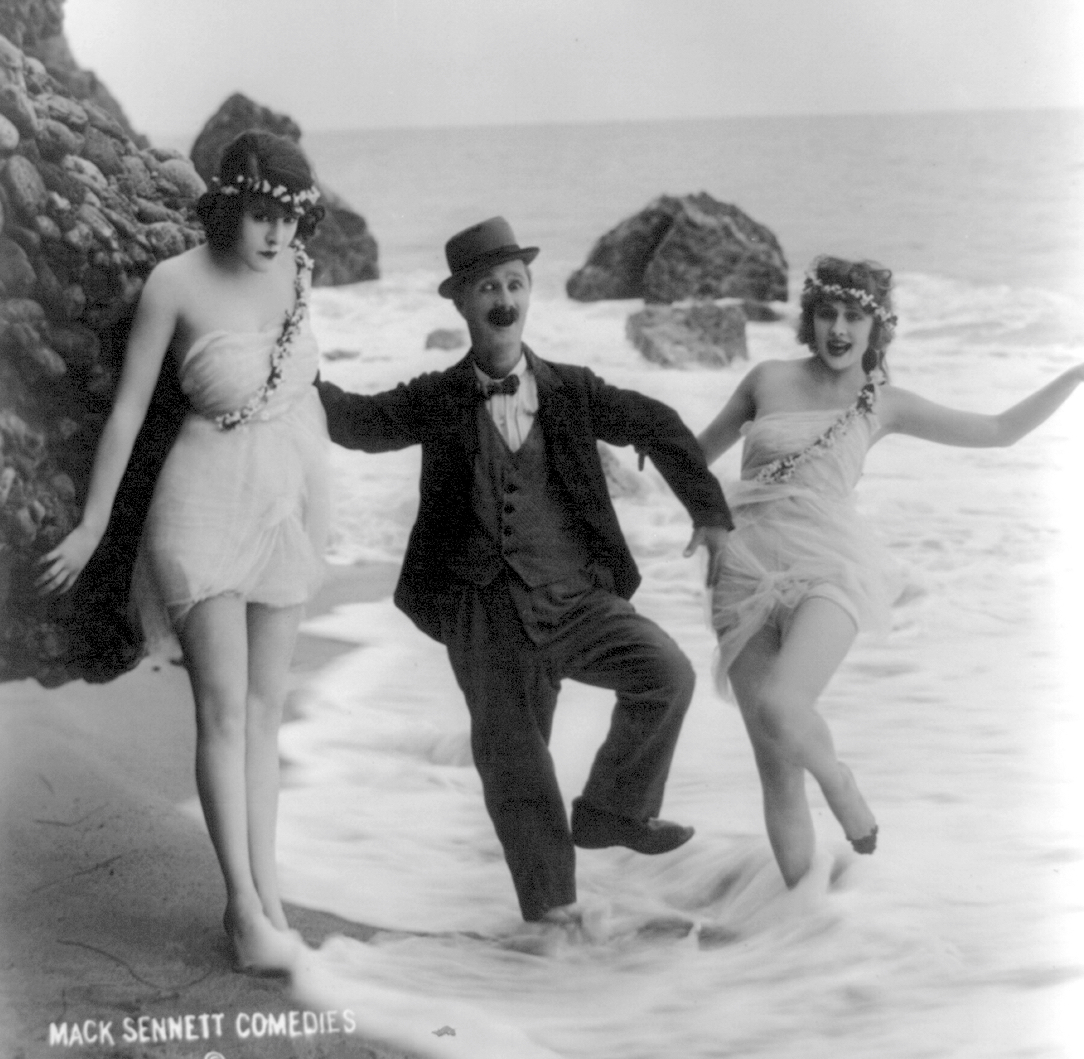
Ben Turpin con dos "bathing beauties" (hermosas bañistas).

## Cine
Ben Turpin apareció por primera vez en el cine en 1907, en varias pequeñas piezas cómicas a cargo de los estudios Essanay, en Chicago; además de aparecer en estos cortos, Turpin trabajó como conserje para Essanay. En 1912 era una personalidad de la pantalla muy conocida, concediendo entrevistas y escribiendo artículos para las nuevas revistas de aficionados. Turpin se encontraba en la compañía de Mack Sennett en el momento de la llegada de Charles Chaplin a la misma a finales de 1913. El choque de las dos personalidades finalizó con la retirada de Turpin de la compañía, tras la cual empezó a aparecer en papeles de mayor entidad, y en sátiras que se crearon para su carácter único.

## Mack Sennett
En 1917 Turpin volvió al estudio de Mack Sennett como una estrella. Durante los años veinte sus papeles parodiaban a los actores y celebridades de la época y Turpin se convirtió en uno de los más populares actores cómicos del cine. Encantado con su éxito, se presentaba a sí mismo con la frase "Soy Ben Turpin y ganó tres mil dólares a la semana." Uno de sus gags más conocidos era una caída hacia atrás que llamó la "108".

## Retiro
Turpin se retiró en 1924 para poder cuidar a su esposa. Había invertido con éxito en bienes inmuebles, por lo que no tenía necesidad financiera para seguir trabajando. Hacia 1926, sin embargo, y tras la muerte de su esposa, apareció de nuevo en pequeños papeles cómicos. Llegó incluso a trabajar en la época del cine sonoro; su último papel tuvo lugar en la película de Laurel y Hardy Saps at Sea, en 1940.

## Muerte
Ben Turpin falleció en 1940 y fue enterrado en Forest Lawn Memorial Park en Glendale, California.

## Cronología
- 1869 Nacimiento en Nueva Orleans, Luisiana, el 19 de septiembre.
- 1870 US Census posiblemente como "John B. Turpin"
- 1880 US Census posiblemente en Murphysboro, Illinois como "John B. Turpin" en el domicilio de su padrastro.
- 1897 Posible boda con Norma.
- 1900 US Census en Houston, Texas.
- 1907 Primera película
- 1907 Boda con Carrie Le Mieux (1885-1925) también conocida como Catherine of Canada.
- 1910 US Census en Chicago, Illinois, con su primer nombre "Bernhard".
- 1917 Trabaja para Mack Sennett.
- 1920 US Census en Los Angeles, California.
- 1924 Retiro
- 1925 Muerte de Carrie Le Mieux (1885-1925).
- 1926 Boda con Babette Dietz, de Alemania, el 8 de julio.
- 1930 US Census
- 1940 Fallecimiento